# Аднексит
Аднекситът е възпаление на лигавицата на маточните тръби, обхващащо и яйчниците.
Заболяването се предизвиква от различни болестотворни микроорганизми – стафилококи, стрептококи, гъбички и др. Инфекцията може да премине или от външните полови органи или по лимфен или кръвоносен път, както и от друго възпаление в организма. Инфекцията се класифицира:
- по начин на проникване – от външните полови органи е възходяща, а при другите случаи – низходяща;
- по времетраене – остра и хронична.